# Tillandsia 'Durrell'
Tillandsia 'Durrell' es un cultivar híbrido del género Tillandsia perteneciente a la familia Bromeliaceae.
Es un híbrido creado en el año 1994 con las especies Tillandsia limbata × Tillandsia bulbosa 'Small form'.